# Payson (Illinois)
Payson és una població dels Estats Units a l'estat d'Illinois. Segons el cens del 2000 tenia 1.066 habitants.

## Demografia
Segons el cens del 2000, Payson tenia 1.066 habitants, 389 habitatges, i 289 famílies. La densitat de població era de 357,9 habitants/km².
Dels 389 habitatges en un 39,8% hi vivien nens de menys de 18 anys, en un 61,2% hi vivien parelles casades, en un 10,8% dones solteres, i en un 25,7% no eren unitats familiars. En el 22,6% dels habitatges hi vivien persones soles el 13,1% de les quals corresponia a persones de 65 anys o més que vivien soles. El nombre mitjà de persones vivint en cada habitatge era de 2,74 i el nombre mitjà de persones que vivien en cada família era de 3,24.
Per edats la població es repartia de la següent manera: un 29,9% tenia menys de 18 anys, un 8,4% entre 18 i 24, un 31,1% entre 25 i 44, un 18,9% de 45 a 60 i un 11,6% 65 anys o més.
L'edat mediana era de 33 anys. Per cada 100 dones de 18 o més anys hi havia 89,1 homes.
La renda mediana per habitatge era de 37.321 $ i la renda mediana per família de 40.789 $. Els homes tenien una renda mediana de 30.880 $ mentre que les dones 20.231 $. La renda per capita de la població era de 14.541 $. Aproximadament el 7,1% de les famílies i el 9,3% de la població estaven per davall del llindar de pobresa.

## Poblacions més properes
El següent diagrama mostra les poblacions més properes.